# Ethnografisches Museum Gjakova

Außenansicht des Gebäudes

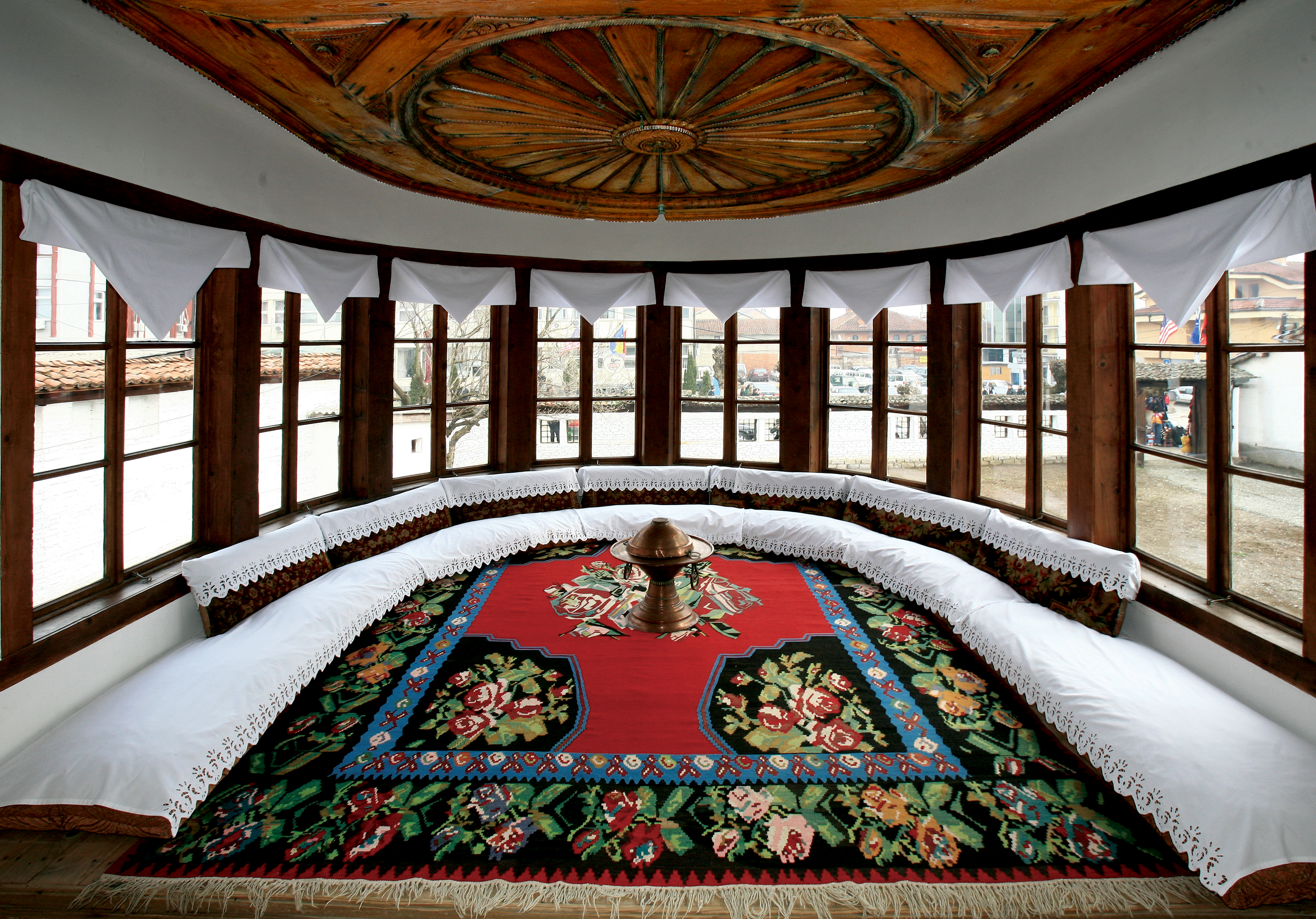
Balkon (Erker) des Empfangsraums

Das Ethnografisches Museum Gjakova (albanisch Muzeu Etnografik në Gjakovë) ist ein Ethnographie-Museum in der kosovarischen Stadt Gjakova. 
Das Museum befindet sich in einem Garten im Stadtzentrum am linken Ufer des Flüsschens Krena. Das typische osmanische Wohngebäude einer wohlhabenden städtischen Familie aus dem 19. Jahrhundert ist ein nationales Kulturdenkmal der Republik Kosovo (Kategorie Architektur). Das zweistöckige Haus wurde im Jahr 1810 von der Familie Sina erbaut mit Lager- und Vorratsräumen im Erdgeschoss und Wohn- und Repräsentationsräumen darüber, darunter der große Empfangsraum. Über die Zeit wurden wiederholt Umbauten vorgenommen.
Im Untergeschoss werden Ausstellungen gezeigt. Im Obergeschoss werden neben den traditionellen Räumen mit reichhaltigen Holzarbeiten Haushaltsgegenstände, alte Werkzeuge und Trachten gezeigt.